# Ticky Holgado

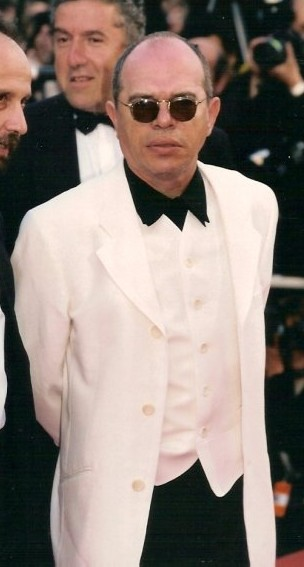
Ticky Holgado (Cannes 1997)

Ticky Holgado, eigentlich Joseph Holgado (* 24. Juni 1944 in Toulouse; † 22. Januar 2004 in Paris) war ein französischer Schauspieler, der sich auch als Sänger betätigte.

## Leben
Ticky Holgado, der mit Vornamen eigentlich Joseph hieß, spielte vorrangig in französischen Filmen und Fernsehserien mit. In den meisten Filmen Jean-Pierre Jeunets hatte er Nebenrollen, so in Delicatessen, Die Stadt der verlorenen Kinder, Die fabelhafte Welt der Amélie und Mathilde – Eine große Liebe.
Nebenbei betätigte sich Holgado auch musikalisch. So sang er in der Rockgruppe Ricky James & les Plastiqueurs und arbeitete im Management der Sänger Johnny Hallyday und Claude François.
Holgado starb 2004 mit 59 Jahren an Lungenkrebs, weswegen er in den Jahren zuvor bereits in medizinischer Behandlung war. Er war verheiratet und hatte ein Kind.

## Filmografie (Auswahl)
- 1981: Das Schlitzohr der dritten Kompanie (Les surdoués de la 1re compagnie)
- 1981: Die Urlaubsfete (Comment draguer toutes les filles)
- 1983: Her mit den kleinen Französinnen (Les branches à Saint-Tropez)
- 1984: Die Bestechlichen (Les ripoux)
- 1985: Les rois du gag
- 1986: Manons Rache (Manon des sources)
- 1987: Wer hat dem Rabbi den Koks geklaut? (Lévy et Goliath)
- 1987: Die Strich-Academy (Keufs)
- 1990: Das Schloss meiner Mutter (Le Château de ma mère)
- 1990: Der Mann der Friseuse (Le Mari de la coiffeuse)
- 1990: Uranus
- 1991: Delicatessen
- 1991: Mein Leben ist die Hölle (Ma vie est un enfer)
- 1991: Tolle Zeiten … (Une époque formidable)
- 1993: Tombés du ciel
- 1994: Les Milles – Gefangen im Lager (Les Milles)
- 1995: Die Stadt der verlorenen Kinder (La cité des enfants perdus)
- 1995: Eine Frau für Zwei (Gazon maudit)
- 1995: Funny Bones – Tödliche Scherze (Funny Bones)
- 1995: Les Misérables
- 1996: Männer und Frauen – Eine Gebrauchsanweisung (Hommes femmes, mode d’emploi)
- 1998: Que la lumière soit!
- 1999: Codename Clown (Le sourire du clown)
- 2001: Die fabelhafte Welt der Amélie (Le fabuleux destin d’Amélie Poulain)
- 2002: And Now … Ladies & Gentlemen
- 2002: Monsieur Batignole
- 2003: Ruby & Quentin – Der Killer und die Klette (Tais-toi!)
- 2004: Mathilde – Eine große Liebe (Un long dimanche de fiançailles)
- 2004: Die Vollchaoten (Le gaous)